# Jason Herter
Jason Herter (* 2. Oktober 1970 in Hafford, Saskatchewan) ist ein ehemaliger kanadischer Eishockeyspieler, der in seiner aktiven Zeit von 1988 bis 2002 unter anderem für die New York Islanders in der National Hockey League, sowie den  EV Landshut und die München Barons in der Deutschen Eishockey Liga gespielt hat.

## Karriere
Jason Herter begann seine Karriere als Eishockeyspieler in der Mannschaft der University of North Dakota, für die er von 1988 bis 1991 aktiv war. In diesem Zeitraum wurde er im NHL Entry Draft 1989 in der ersten Runde als insgesamt achter Spieler von den Vancouver Canucks ausgewählt, für die er allerdings nie spielte. Stattdessen lief er je ein Jahr lang für deren Farmteams, die Milwaukee Admirals aus der International Hockey League, sowie die Hamilton Canucks aus der American Hockey League auf, ehe er am 6. August 1993 einen Vertrag als Free Agent bei den Dallas Stars erhielt. Auch in Dallas blieb der Verteidiger ohne NHL-Einsatz, so dass er die beiden Jahre im Franchise der Texaner bei deren IHL-Farmteam Kalamazoo Wings verbrachte, bevor er im September 1995 an die New York Islanders verkauft wurde, für die der Rechtsschütze am 6. Dezember 1995 gegen die Hartford Whalers sein erstes und einziges Spiel in der National Hockey League bestritt. An der Seite von Mathieu Schneider konnte er bei einem Tor von Žigmund Pálffy einen Assist verbuchen, das Spiel ging jedoch mit 4:7 verloren. Den Rest der Spielzeit stand er für die Utah Grizzlies in der IHL auf dem Eis, mit denen er den Turner Cup gewann.
Von 1996 bis 1998 lief Herter in weiteren zwei Spielzeiten in der IHL auf, ehe er vom EV Landshut aus der DEL verpflichtet wurde. Als diese ein Jahr später ihre DEL-Lizenz verkauften, schloss sich der Kanadier den neugegründeten München Barons an, mit denen er in der Saison 1999/2000 Deutscher Meister wurde. Im folgenden Jahr zog der Junioren-Weltmeister von 1990 mit den Barons erneut in das Finale um die Deutsche Meisterschaft ein, in dem er mit seiner Mannschaft jedoch DEL-Rekordmeister Adler Mannheim unterlag. Nach der Umsiedlung der Mannschaft nach Hamburg im Anschluss an die Saison 2001/02 beendete Herter seine Laufbahn.

### International
Für Kanada nahm Herter an der U20-Junioren-Weltmeisterschaft 1990 teil, bei der er mit seiner Mannschaft Weltmeister wurde.

## Erfolge und Auszeichnungen
| - 1990 Goldmedaille bei der U20-Junioren-Weltmeisterschaft - 1990 WCHA Second All-Star Team - 1991 WCHA Second All-Star Team | - 1996 Turner-Cup-Gewinn mit den Utah Grizzlies - 2000 Deutscher Meister mit den München Barons - 2001 Deutscher Vizemeister mit den München Barons |